# Axel Ryding
Knut Axel Ryding, född 28 augusti 1831 i Västra Tunhems församling, Älvsborgs län, död 7 februari 1897 i Skövde, Skaraborgs län, var en svensk militär och politiker. Han var bror till Gustaf Ryding.

## Biografi
Ryding blev student vid Uppsala universitet 1849, utnämndes 1851 till underlöjtnant vid Göta artilleriregemente, där han 1863 befordrades till kapten. Åren 1861–1870 tjänstgjorde han som lärare i fysik vid Högre artilleriläroverket på Marieberg och 1863–1872 därjämte som lärare i artilleri och handgevärslära vid krigsskolan. Efter att ha tjänstgjort som sekreterare i försvarsutskottet vid 1871 års riksdag  förordnades Ryding följande år till generalstabsofficer och utnämndes samma år till major i armén. Befordrad till överstelöjtnant vid Generalstaben 1873, bestred han 1873–1875 befattningen som chef för Lantförsvarsdepartementets kommandoexpedition. År 1875 utnämndes han till överstelöjtnant och chef för Jämtlands fältjägarkår, varifrån han 1879 förflyttades som överste och chef till Skaraborgs regemente. 
I februari 1882 förordnades han till generalmajor och chef för Generalstaben, men bestred endast några månader denna befattning, enär han i juni samma år kallades till statsråd och chef för Lantförsvarsdepartementet. I denna egenskap framlade han för 1883 års riksdag det av den 1880 tillsatta stora lantförsvarskommittén, varav han själv varit ledamot, utarbetade förslaget till ny härordning, grundad på värvad stam och beväring. Oaktat den omsorgsfulla utredning försvarsfrågan erhållit och det övertygande sätt, varpå krigsministern kämpade för förslagets genomförande, blev det dock ej antaget, huvudsakligen av den anledningen, att Andra kammaren med en överväldigande majoritet beslöt att stryka den i förslaget intagna bestämmelsen om bildandet av reservtrupper för hären, varefter Första kammaren avslog förslaget om sättet för stammens anskaffning. 
Det öde, som sålunda drabbade regeringens förslag, hade till följd, att Ryding (jämte statsrådets övriga ledamöter) anhöll om avsked från statsrådsämbetet, vilket emellertid inte beviljades honom. Under de närmast följande åren försökte Ryding med stor energi att på "de partiella reformernas väg" åstadkomma åtminstone någon ökning i vårt lands försvarskraft, men flertalet av de förslag i nämnda syfte, som framlades för riksdagen, strandade mot sparsamhetsivern hos Andra kammarens majoritet. Vad som vanns var huvudsakligen upprättandet av en trängbataljon (1884), värnpliktstidens utsträckning och ökning av beväringsövningarnas längd med 12 dagar (1885) - varvid dock som vederlag medgavs 30 procents avskrivning av grundskatterna och lika stor lindring i rustnings- och roteringsbesvären - samt ett ordnat inskrivningsväsen i fråga om de värnpliktiga. 
Då riksdagen emellertid ej beviljade de för dessas redovisning nödiga medlen, avgick Ryding 1887 från statsrådsämbetet. Emellertid hade han 1885 utnämnts till generalbefälhavare i Tredje militärdistriktet, vilken befattning jämte det därmed förenade chefskapet för III. arméfördelningen han innehade till 1896, då han, bruten av en långvarig sjukdom, avgick ur krigstjänsten. Dessförinnan, 1892, hade han befordrats till generallöjtnant. Åren 1883–1887 var Ryding ledamot av Första kammaren för Västernorrlands län och 1891–1892 ledamot av Andra kammaren för städerna Mariestads stad, Skövde stad och Falköpings stad. Hugo Jungstedt skriver i Nordisk familjebok: "R:s goda kunskaper, intelligens och klara omdöme samt icke minst hans vänsälla väsen gjorde honom i hög grad skickad för de maktpåliggande befattningar och uppdrag, som blefvo honom anförtrodda."
Ryding invaldes 1866 som ledamot av Krigsvetenskapsakademien. Han blev riddare av Svärdsorden 1872, kommendör av första klassen av samma orden 1882 och kommendör med stora korset 1887 samt riddare av Carl XIII:s orden 1890. Axel Ryding är begravd på Sankta Elins kyrkogård i Skövde.